# Municipio de Randolph (Misuri)
El municipio de Randolph (en inglés: Randolph Township) es un municipio ubicado en el condado de Saint François en el estado estadounidense de Misuri. En el año 2010 tenía una población de 10161 habitantes y una densidad poblacional de 90,06 personas por km².

## Geografía
El municipio de Randolph se encuentra ubicado en las coordenadas 37°50′7″N 90°35′16″O / 37.83528, -90.58778. Según la Oficina del Censo de los Estados Unidos, el municipio tiene una superficie total de 112.82 km², de la cual 112.53 km² corresponden a tierra firme y (0.25%) 0.29 km² es agua.

## Demografía
Según el censo de 2010, había 10161 personas residiendo en el municipio de Randolph. La densidad de población era de 90,06 hab./km². De los 10161 habitantes, el municipio de Randolph estaba compuesto por el 97.77% blancos, el 0.5% eran afroamericanos, el 0.19% eran amerindios, el 0.08% eran asiáticos, el 0.04% eran isleños del Pacífico, el 0.1% eran de otras razas y el 1.33% pertenecían a dos o más razas. Del total de la población el 0.88% eran hispanos o latinos de cualquier raza.